# Herpestomus crassicornis
Herpestomus crassicornis är en stekelart som beskrevs av Otto Schmiedeknecht 1903. Herpestomus crassicornis ingår i släktet Herpestomus och familjen brokparasitsteklar. Inga underarter finns listade i Catalogue of Life.